# Jocko River (Ottawa River)
Der Jocko River ist ein 55 km langer rechter Nebenfluss des Ottawa River im Nipissing District im Osten der kanadischen Provinz Ontario.
Der Jocko River entspringt 30 km nördlich der Stadt North Bay. Der Fluss fließt anfangs nach Norden. Am Oberlauf liegen die Seen Brûlé Lake und Jocko Lake. Unterhalb des Jocko Lake fließt er noch 7 km nach Norden, bevor er sich in Richtung Ostsüdost wendet. Der Jocko River mündet schließlich knapp 20 km südsüdöstlich von Témiscaming in den Ottawa River. 6 km oberhalb der Mündung trifft der Little Jocko River von Süden kommend auf den Jocko River. Etwa 15 km oberhalb der Mündung kreuzt der Ontario Highway 63 (North Bay–Témiscaming) den Fluss.
Die Flussläufe von Jocko River (unterhalb des Jocko Lake) sowie des Little Jocko River befinden sich im Jocko Rivers Provincial Park, einem Provinzpark ohne Infrastruktur. Der Jocko River ist ein Kanugewässer. Das etwa 500 km² große Einzugsgebiet befindet sich im Bereich des Kanadischen Schilds. Es besteht hauptsächlich aus borealem Nadelwald und umfasst viele kleinere Seen und Sumpfgebiete.